# Dołna Ribnica
Dołna Ribnica (bułg. Долна Рибница) – wieś w Bułgarii, w obwodzie Błagojewgrad, w gminie Petricz. Według danych szacunkowych Ujednoliconego Systemu Ewidencji Ludności oraz Usług Administracyjnych dla Ludności, 15 czerwca 2020 roku miejscowość liczyła 314 mieszkańców.

## Zabytki
Do rejestru zabytków wpisane są:
- Cerkiew św. Dimitra[2]
- Szkoła podstawowa im. Cyryla i Metodego, zamknięta w 2008 roku
- Czitaliszte Manusz wojwoda

## Osoby związane z miejscowością

### Urodzeni
- Kostadin Angełow – bułgarski czetnik Donczo Złatkowa[3]
- Janko Stamenow (?–1908) – bułgarski wiejski wojewoda[4]

### Zmarli
- Manusz Georgiew (1881–1908) – bułgarski rewolucjonista, wojewoda
- Toma Mitow (1882–1908) – bułgarski rewolucjonista
- Wase Skenderski (?–1908) – bułgarski rewolucjonista, wojewoda
- Janko Stamenow (?–1908) – bułgarski wiejski wojewoda
- Stojan Tyrnadżiew (1886–1908) – bułgarski rewolucjonista
- Aleksandyr Unew (?–1908) – bułgarski rewolucjonista
- Michaił Wardew (1881–1908) – bułgarski rewolucjonista